# Go-Nijō
Go-Nijō (後二条天皇 , Go-Nijō-tennō; 9 marzo 1285 – 10 settembre 1308) è stato il 94º imperatore del Giappone secondo il tradizionale ordine di successione.

## Biografia
Il suo regno iniziò nel 3 marzo 1301 terminando il 10 settembre 1308, poco prima della sua morte. Il suo nome personale era Kuniharu-shinnō  (邦治親王?, Kuniharu-shinnō).
Si trattava del figlio maggiore del 91º imperatore, Go-Uda. Morì per malattia.